# Bessins
Bessins ist eine französische Gemeinde mit 117 Einwohnern (Stand: 1. Januar 2022) im Département Isère in der Region Auvergne-Rhône-Alpes (vor 2016 Rhône-Alpes). Sie gehört zum Arrondissement Grenoble und zum Kanton Le Sud Grésivaudan. Die Einwohner werden Bessinois genannt.

## Geographie
Die Gemeinde Bessins liegt im Hügelland zwischen Rhône-Tal im Westen und Vercors-Massiv im Osten im Einzugsgebiet des Flüsschens Merdaret, etwa 36 Kilometer westlich von Grenoble in der historischen Landschaft Dauphiné. Umgeben wird Bessins von den Nachbargemeinden Roybon im Norden, Saint-Appolinard im Osten und Süden sowie Saint-Antoine-l’Abbaye im Westen. 

## Bevölkerungsentwicklung
| Jahr                       | 1962 | 1968 | 1975 | 1982 | 1990 | 1999 | 2006 | 2012 | 2021 |
| -------------------------- | ---- | ---- | ---- | ---- | ---- | ---- | ---- | ---- | ---- |
| Einwohner                  | 133  | 126  | 124  | 101  | 90   | 107  | 124  | 127  | 110  |
| Quellen: Cassini und INSEE |      |      |      |      |      |      |      |      |      |

## Sehenswürdigkeiten
- Kirche Saint-Martin aus dem 19. Jahrhundert

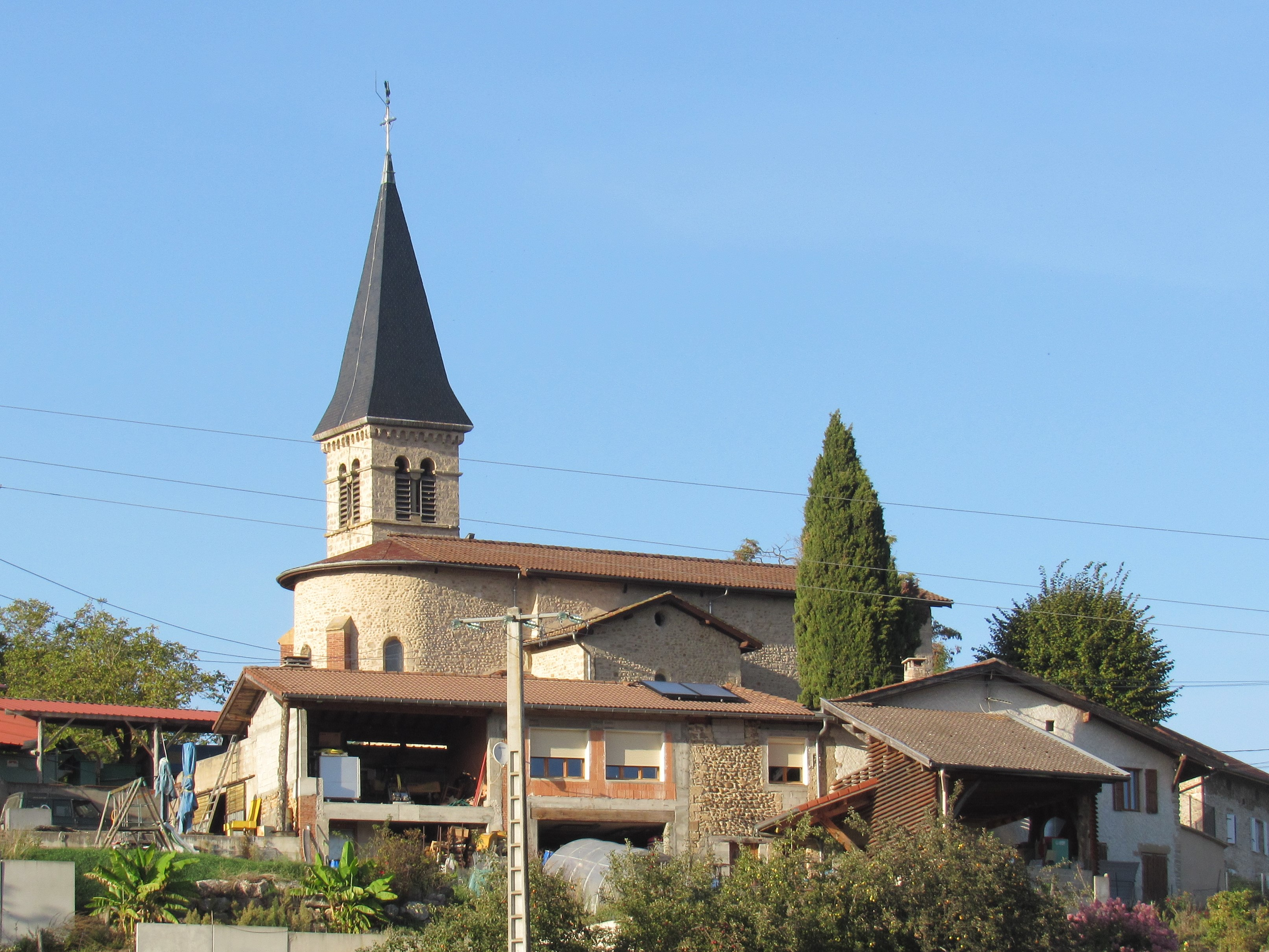
Kirche Saint-Martin